# Публий Альфен Вар (консул)
Пу́блий А́льфен Вар (лат. Publius Alfenus Varus; умер после 2 года) — политический деятель эпохи ранней Римской империи, ординарный консул 2 года.

## Биография
Отцом Публия Альфена, по-видимому, был известный правовед и консул-суффект 39 года до н. э., носивший такое же имя, а сыном — предположительно, префект претория при императоре Вителлии Альфений Вар. 
О гражданско-политической деятельности самого Публия Альфена известно очень немногое. Во 2 году он занимал должность ординарного консула совместно с Публием Виницием, а до этого, в звании легата-пропретора, Вар служил в Африке (где его коллегой по должности являлся некто Гай Корфидий, сын Гая, Лонг). Более о нём ничего не известно.